# USS LST-275
O USS LST-275 foi um navio de guerra norte-americano da classe LST, Landing Ship Tank, que operou durante a Segunda Guerra Mundial.